# Districtul Sidi Naamane
Sidi Naamane este un district din provincia Médéa, Algeria.